# Mastodynie

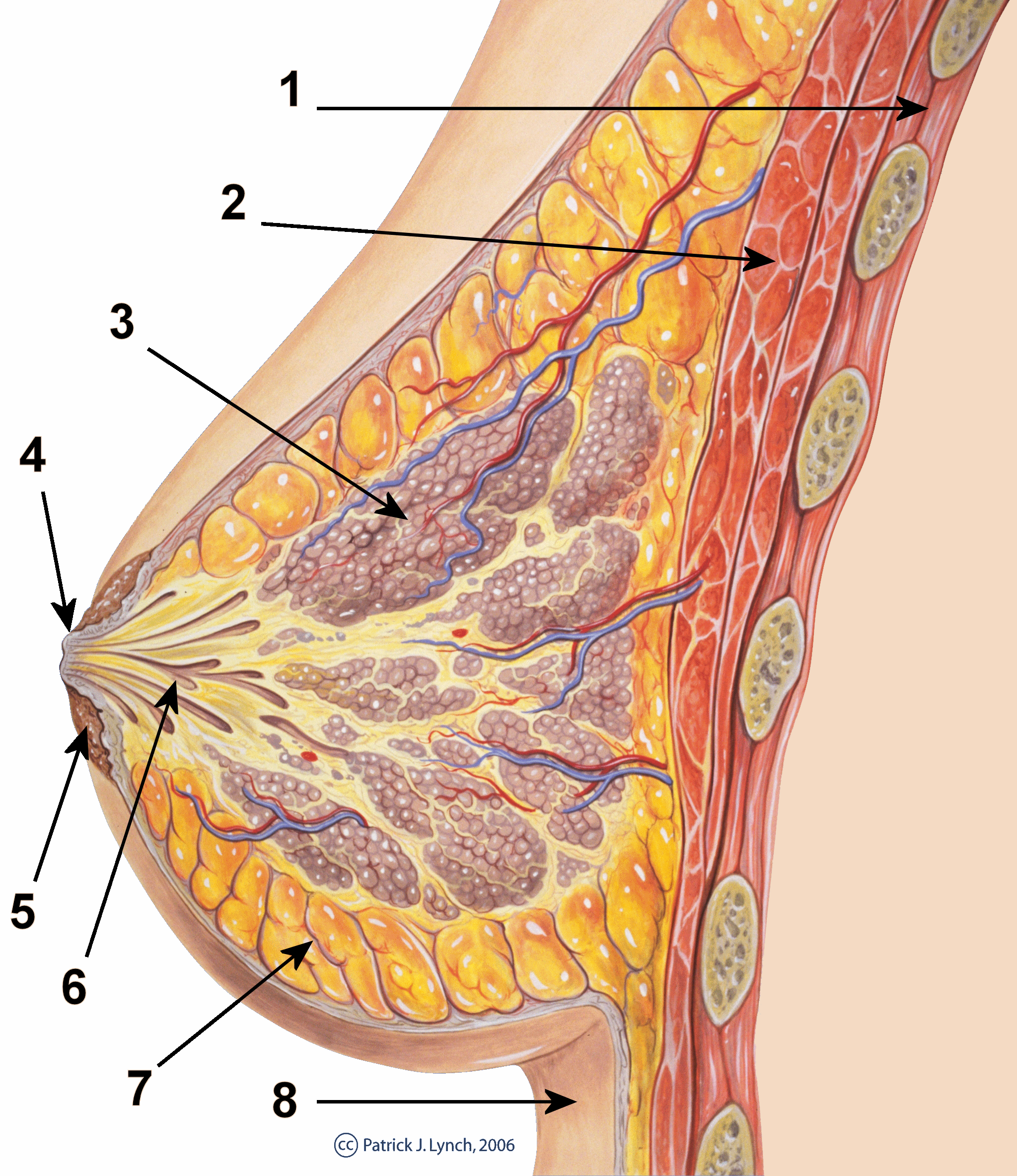
Normaler Anatomiequerschnitt der weiblichen Brust

Der Begriff Mastodynie bezeichnet das Spannungsgefühl bzw. die Schmerzen beider Mammae (Milchdrüsen). Es tritt vor allem in der zweiten Zyklushälfte, besonders im Rahmen eines prämenstruellen Syndroms auf und hauptsächlich bei Frauen über 30 Jahren auf. Sie kann auch bei einem Mann mit echter Gynäkomastie vorkommen.
Für zyklusunabhängige Schmerzen wird auch die Bezeichnung Mastalgie gebraucht.
Eine Ursache für zyklusbedingte Mastodynie sind Wassereinlagerungen. Sie können durch Sport und Bewegung schneller abgebaut werden. Auch ein erhöhter Östrogenspiegel durch Gelbkörperschwäche (Mangel an Gelbkörperhormon) oder ausbleibenden Eisprung (Follikelpersistenz) können zu Brustschmerzen führen. Ein weiterer Grund kann die sogenannte fibrozystische Mastopathie sein, bei der das Bindegewebe der Brust wächst und sich Zysten bilden.
Für zyklusunabhängige Mastodynie kann eine Milchgangserweiterung (Duktektasie) verantwortlich sein. Dadurch kann sich zum Beispiel eine Brustentzündung bilden. Auch Hormonbehandlungen kommen als Auslöser in Frage. Bei Hyperprolaktinämie tritt Mastodynie als Symptom auf.
Da Schmerzen in der Brust auch ein Hinweis auf Brustkrebs sein können, sollten die Beschwerden beim Frauenarzt abgeklärt werden.